# Челник
Че́лник (болг. Челник) — село в Ямбольській області Болгарії. Входить до складу общини Тунджа.

## Населення
За даними перепису населення 2011 року у селі проживали 311 осіб.
Національний склад населення села:
| Національність   | Кількість осіб | Відсоток |
| ---------------- | -------------- | -------- |
| болгари          | 280            | 90,0%    |
| цигани           | 27             | 8,7%     |
| турки            | 0              | 0%       |
| інша             | 4              | 1,3%     |
| не визначились   | 0              | 0%       |
| Всього відповіли | 311            |          |

Розподіл населення за віком у 2011 році:
Динаміка населення: